# بانجسکو بردو
بانجسکو بردو (به صربی: Banjsko brdo) یک کوه در صربستان است. بانجسکو بردو ۱٬۲۸۲ متر بالاتر از سطح دریا واقع شده‌است.